# هيربرت باريرا
هيربرت باريرا (بالكتالونية: Heribert Barrera i Costa)‏ هو كيميائي وبروفيسور وسياسي إسباني، ولد في 6 يوليو 1917 في برشلونة في إسبانيا، وتوفي بنفس المكان في 27 أغسطس 2011. حزبياً، نشط في يسار كتالونيا الجمهوري.

## مناصب
- انتخب رئيس مجلس الإدارة Societat Catalana de Ciències Físiques, Químiques i Matemàtiques  [لغات أخرى]‏ (1976 – 1978).
- انتخب عضو في البرلمان الأوروبي عن دائرة إسبانيا لترشحه ضمن قائمة يسار كتالونيا الجمهوري، وقد انضم خلال فترته النيابية (21 مارس 1991 – 18 يوليو 1994) للكتلة البرلمانية مجموعة قوس القزح [الإنجليزية]‏.
- في 1984 Catalan regional election [الإنجليزية]‏، انتخب عضو البرلمان الكاتالوني ‏ عن دائرة برشلونة [الإنجليزية]‏ وقد انضم خلال فترته النيابية  [لغات أخرى]‏ (17 مايو 1984 – 4 أبريل 1988) للكتلة البرلمانية Republican Left of Catalonia Parliamentary Group ‏.
- في الانتخابات العامة الإسبانية 1977 [الإنجليزية]‏، انتخب عضو مجلس النواب الإسباني  [لغات أخرى]‏ عن دائرة Barcelona (Congress of Deputies constituency) [الإنجليزية]‏ خلال فترته النيابية  [لغات أخرى]‏ (21 يوليو 1977 – 2 يناير 1979).
- في الانتخابات العمومية الإسبانية 1979 [الإنجليزية]‏، انتخب عضو مجلس النواب الإسباني  [لغات أخرى]‏ عن دائرة Barcelona (Congress of Deputies constituency) [الإنجليزية]‏ خلال فترته النيابية  [لغات أخرى]‏ (23 مارس 1979 – 9 أبريل 1980).
- انتخب president of Ateneu Barcelonès  [لغات أخرى]‏ (1989 – 1997).
- انتخب Chairman of Republican Left of Catalonia  [لغات أخرى]‏ (1991 – 1995).
- انتخب Secretary General of Esquerra Republicana  [لغات أخرى]‏ (1976 – 1987).
- انتخب رئيس البرلمان كتالونيا  [لغات أخرى]‏ (10 أبريل 1980 – 20 مارس 1984).
- في الانتخابات المناطقية الكتلانية 1980 [الإنجليزية]‏، انتخب عضو البرلمان الكاتالوني ‏ عن دائرة برشلونة [الإنجليزية]‏ وقد انضم خلال فترته النيابية  [لغات أخرى]‏ (10 أبريل 1980 – 20 مارس 1984) للكتلة البرلمانية Republican Left of Catalonia Parliamentary Group ‏.

## روابط خارجية
- هيربرت باريرا على موقع IMDb (الإنجليزية)